# Joost Taverne
Joost Taverne (Amstelveen, 22 september 1971) is een Nederlands oud-politicus. Hij was, met een korte onderbreking, van 2010 tot 2017 lid van de Tweede Kamer namens de Volkspartij voor Vrijheid en Democratie.

## Carrière
Van 1998 tot 1999 was Taverne persoonlijk medewerker van Tweede Kamerlid Clemens Cornielje. Ook was hij medewerker van Europarlementariër Jules Maaten. Van 2000 tot 2003 was Taverne bij het ministerie van Onderwijs, Cultuur en Wetenschap adviseur van VVD-minister Loek Hermans en van 2003 tot 2006 adviseur Internationaal Beleid van CDA-minister Maria van der Hoeven. Van 2006 tot 2010 was hij als diplomaat werkzaam op de Nederlandse ambassade in Washington.

### Kamerlidmaatschap
Na de toetreding van enkele VVD-Tweede Kamerleden tot het kabinet-Rutte I, werd Taverne op 26 oktober 2010 beëdigd als lid van de Tweede Kamer der Staten-Generaal. Hij was in de Kamer woordvoerder staatsrecht, Grondwet, bestuurs- en bestuursprocesrecht, Hoge Colleges van Staat, Kieswet, financiering politieke partijen, vrijheid van meningsuiting, internationale verdragen, auteursrecht en adoptie. Taverne diende een initiatiefwetsvoorstel in tot wijziging van artikel 94 Grondwet, alsmede een voorstel tot wijziging van de Kieswet teneinde in Nederland elektronisch stemmen te (her)introduceren, en Nederlandse kiesgerechtigden buiten Nederland via internet te laten stemmen.
Bij de Tweede Kamerverkiezingen 2012 stond Taverne te laag op de lijst om direct verkozen te worden. Op 8 november 2012 keerde Taverne echter terug in de Kamer, nadat enkele partijgenoten toetraden tot het kabinet-Rutte II. Tussen 2013 en 2017 was hij woordvoerder staatsrecht, Grondwet, Hoge Colleges van Staat, Kieswet, financiering politieke partijen, vrijheid van meningsuiting, internationale verdragen en ontwikkelingssamenwerking.

### Taverne-amendement
In februari 2015 werd een belangrijk, door Taverne ingediend, amendement op de auteurswet door de Tweede Kamer aangenomen. Dit amendement, in juli 2015 opgenomen als artikel 25fa van de Nederlandse auteurswet, bepaalt dat wetenschappelijke artikelen die met Nederlandse publieke middelen zijn bekostigd binnen een half jaar na publicatie altijd gratis open beschikbaar gesteld mogen worden.
Taverne stemde op 19 augustus 2015 als enige van zijn fractie voor een (verworpen) motie-Van Haersma Buma over het niet-instemmen met het derde steunpakket voor Griekenland. Bij de verkiezingen in maart 2017 stond hij niet meer als verkiesbaar op de kandidatenlijst van de VVD.

### Na zijn Kamerlidmaatschap
Taverne verhuisde rond de zomer 2017 naar New York om daar voor zijn eerdere werkgever, het ministerie van OCW, in dienst te treden als cultureel attaché.
Op 26 september 2017 liet PVV-leider Geert Wilders weten dat hij Taverne bij het gerechtshof tijdens zijn hoger beroep van de rechtszaak over de 'minder Marokkanen'-uitspraken onder ede wil laten horen, vanwege het boek van oud-VVD-Kamerlid Ybeltje Berckmoes-Duindam waarin staat dat Taverne het oneens was met de veroordeling van Wilders door de rechtbank Den Haag in 2016.